# Ганнон Мессанский
Ганнон Мессанский (III век до н. э.) — карфагенский адмирал.

## Биография

### Жизнь до Первой Пунической войны
О жизни Ганнона до Первой Пунической войны ничего не известно, кроме того что он служил адмиралом на карфагенском флоте. Судя по тому, что его отправили в Мессину, он пользовался уважением в Карфагене.

### Начало Первой Пунической войны
Весной 264 году до н. э. его флот занял мессанскую гавань, а войско — городскую цитадель Мессаны, опередив римское войско во главе с военным трибуном Аппием Клавдием. Тем не менее, Клавдий попытался проникнуть в город, возникла стычка, в которой Ганнон победил и захватил несколько римских кораблей. Однако Ганнону было приказано не подавать римлянам повода к войне, поэтому он возвратил захваченные корабли. Аппий заманил адмирала на гражданское собрание города, где пленил его. Подвергнутый жестоким пыткам, Ганнон приказал своему гарнизону отступить, что тот и сделал. За это карфагеняне распяли его на кресте, а Риму объявили войну. Так началась Первая Пуническая война.